# Épiphanie de Dionysos
 (avril 2025).
L'Épiphanie de Dionysos est une fresque antique du Ier siècle apr. J.-C. retrouvée dans la Maison des Chapiteaux colorés à Pompéi et conservée au Musée archéologique national de Naples.

## Histoire
Peinte entre 45 et 79, la fresque décorait la partie médiane du mur ouest d'un œcus de la Maison des Chapiteaux colorés ; particulièrement détériorée, il est cependant possible de déchiffrer clairement la scène grâce à une eau-forte de Nicola La Volpe, réalisée peu avant qu'elle ne soit détachée de son emplacement d'origine.

## Description
La fresque représente l'épisode de la découverte d'Ariane par Dionysos : le même thème, bien qu'avec les personnages positionnés différemment, a été retrouvé dans la Maison du Cithariste. Au premier plan, Ariane est représentée allongée, un bras derrière la tête et vêtue d'une toge ne couvrant que ses jambes, ainsi que de divers bijoux en or ; elle est endormie sur les jambes d'Hypnos, représenté ailé, vêtu d'une toge et de sandales tressées, tenant dans ses mains une phiale et un rameau. Un cupidon tient Ariane par l'ourlet d'un manteau et regarde Dionysos, attirant son attention ; le dieu est dessiné au centre de la scène, debout, une couronne de lierre sur la tête, vêtu d'une toge et de sandales. D'une main il tient un thyrse, tandis que de l'autre il saisit la main d'une Ménade, qui fait partie d'un cortège de Ménades et de satyres placés en arrière-plan de la scène. À gauche se trouve Silène, chauve, un vêtement autour de la taille, qui est aidé à gravir un rocher par un satyre à la tête couronnée d'aiguilles de pin ; dans le cortège on peut aussi apercevoir une Ménade qui, agacée, chasse un satyre.